# Larissa Oudovitchenko
Larissa Ivanovna Oudovitchenko (en russe : Лариса Ивановна Удовиченко), née le 29 avril 1955 à Vienne en Autriche, est une actrice soviétique puis russe.

## Filmographie
- 1974 : Mères et Filles (Дочки-матери)  de Sergueï Guerassimov : Galia
- 1976 : Le Rouge et le Noir de Sergueï Guerassimov
- 1979 : Il ne faut jamais changer le lieu d'un rendez-vous de Stanislav Govoroukhine
- 1979 : La Chauve-Souris de Yan Frid d'après Johann Strauss : Adèle
- 1981 : Valentina de Gleb Panfilov
- 1984 : Les Âmes mortes de Mikhaïl Schweitzer
- 1985 : Danger de mort de Leonid Gaïdaï
- 1985 : La Cerise d’hiver de Igor Maslennikov
- 1985 : La plus charmante et attirante de Gerald Bejanov
- 1990 : Auto-stop de Nikita Mikhalkov
- 1995 : Quel jeu merveilleux de Piotr Todorovski
- 2000 : La Jalousie des dieux de Vladimir Menchov
- 2001 : La vie est pleine d’imprévus de Piotr Todorovski : Lyra

## Récompenses et nominations

### Récompenses
- 1998 : Artiste du peuple de la fédération de Russie[1]